# Angus Young

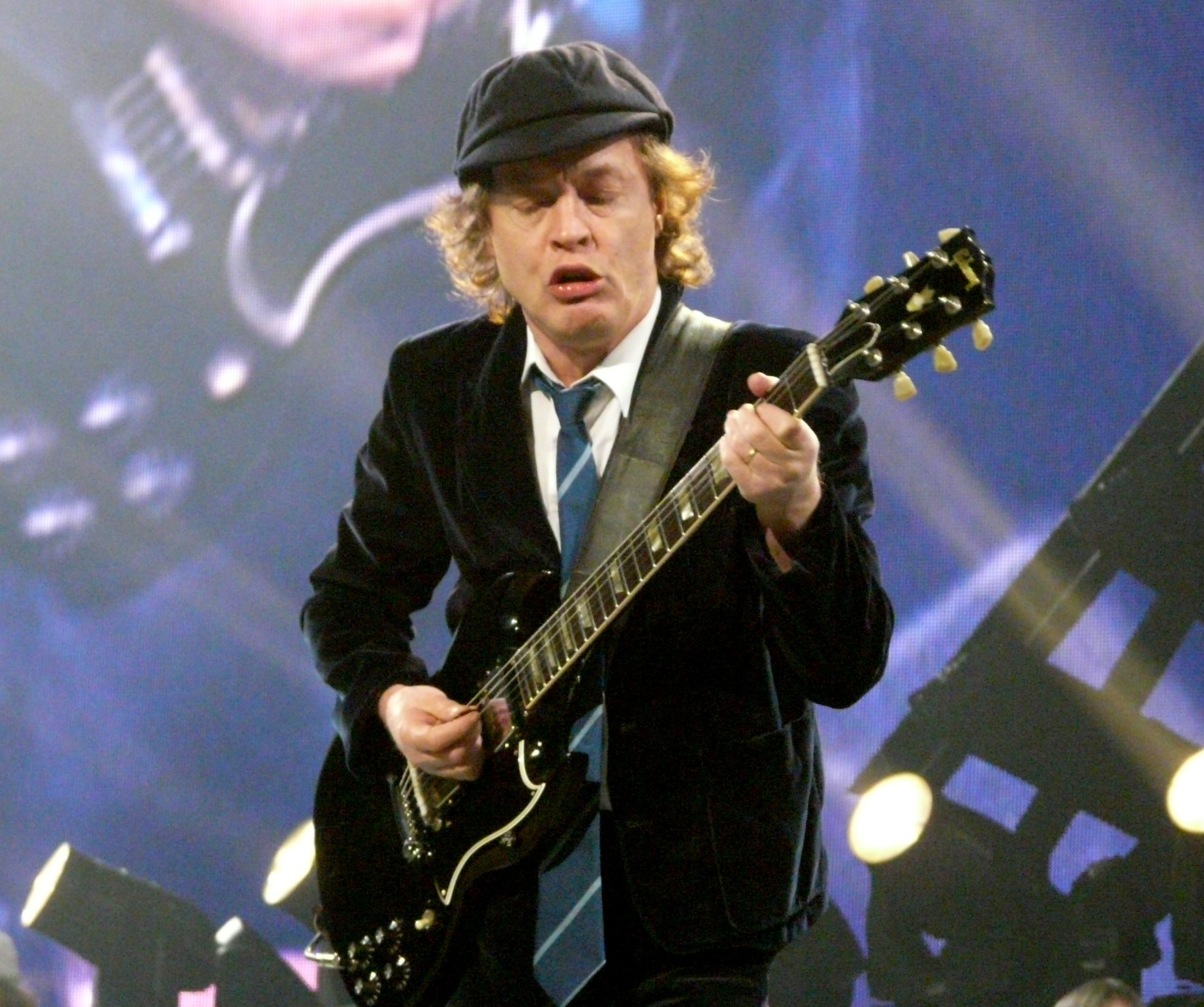
Angus Young (2008)

Angus McKinnon Young (* 31. März 1955 in Glasgow, Schottland) ist ein schottisch-australischer Leadgitarrist, Songwriter und Mitgründer der australischen Hardrock-Band AC/DC. In der Rolling-Stone-Liste der größten Gitarristen aller Zeiten steht Young auf Platz 24. Auf der Bühne ist er bekannt für seine wilden und energetischen Auftritte in einer typisch britischen Schuluniform.

## Leben

### Kindheit
Angus McKinnon Young wurde als das jüngste Kind von William Young (1911–1985) mit dessen Ehefrau Margaret (1913–1988) geboren und hatte sieben Geschwister: Stephen (1933–1989), Margaret (1935–2019), John (* 1937), Alexander (1938–1997), William Jr. (* 1940), George (1946–2017) und Malcolm (1953–2017).
Die Großfamilie wohnte in einer Mietskaserne in Cranhill, einem sozial benachteiligten Arbeiterviertel. Aufgrund der angespannten wirtschaftlichen Situation verließen die Eltern Schottland und wanderten im Juni 1963 nach Australien aus. Zunächst lebten sie im Villawood Immigration Detention Centre außerhalb von Sydney, später im Stadtteil Burwood. Musik war ein wichtiger Bestandteil des Familienlebens und Angus spielte etwa seit dem sechsten Lebensjahr Gitarre. Youngs älterer Bruder George wurde Rhythmusgitarrist der Band The Easybeats, die Mitte der 1960er Jahre zu den bekanntesten Beatformationen Australiens gehörten und internationale Charterfolge feierten. Der Profimusiker George war Malcolms und Angus’ großes Vorbild, der seinen jüngeren Brüdern den ersten und einzigen Gitarrenunterricht gab. Angus übte auf einer ausrangierten Akustikgitarre seines Bruders Malcolm. Wenig später kaufte er sich seine eigene Gibson SG, die er in einem Katalog eines Freundes entdeckte. Er hatte die Angewohnheit, nach der Schule direkt in die Garage zu gehen, um mit seinen Freunden Musik zu spielen. Dabei zog er sich vorher nie um, sondern behielt die Schuluniform den ganzen Tag an. In einem Interview sagte Young später: „Ich ging nicht in die Küche, um meinen Eltern hallo zu sagen. Ich aß nichts. Ich trank nichts. Ich ging nicht mal in mein Zimmer, um meine Schulbücher auf mein Bett zu werfen. Ich kam nach Hause und verschwand in meiner Uniform sofort in der Garage und wartete auf die Ankunft meiner Freunde. Ich konnte es nie abwarten, sofort Musik zu machen. Alles andere juckte mich nicht.“ Um sich sein Equipment leisten zu können, nahm Young im Alter von 15 Jahren verschiedene Gelegenheitsjobs an und wurde Leadgitarrist der lokalen Band Tantrum. Als Young bei einem seiner ersten Konzerte auf der Bühne stolperte, schwächte er die Peinlichkeit dadurch ab, dass er einfach auf dem Boden liegend weiterspielte. Auf der Bühne eine Schuluniform zu tragen, im Liegen zu spielen oder in Chuck-Berry-Manier den Duckwalk auszuführen, machten Young in Sydneys Musikszene bekannt. Aufgrund seiner Minderjährigkeit durfte er keinen Alkohol trinken und musste nach den Auftritten direkt nach Hause gefahren werden. 1971 machte Young seinen Schulabschluss an der High School und begann eine Lehre zum Schriftsetzer in einer Druckerei.

### Mitgliedschaft bei AC/DC
1972 lösten sich Malcolms und Angus’ jeweilige Bands auf und die Brüder gründeten im November 1973 AC/DC. Die Idee zum Bandnamen lieferte Schwester Margaret, die das Zeichen für Wechselstrom/Gleichstrom auf einer Nähmaschine entdeckte. Nach einiger Zeit ließ Malcolm Angus in der Schuluniform die Lead-Gitarre spielen. Die Band erhielt einen Plattenvertrag, jedoch war die erste Single kein kommerzieller Erfolg. Sänger Dave Evans wurde 1974 durch Bon Scott ersetzt und mit ihm folgte bis 1979 eine kommerziell sehr erfolgreiche Phase. Angus Young ist bis heute das einzige Bandmitglied, das AC/DC ununterbrochen angehört. Sein Bruder Malcolm musste  die Band aufgrund einer Demenzerkrankung nach der "Black Ice" Tour verlassen. Malcolm Young starb am 18. November 2017 im Alter von 64 Jahren.

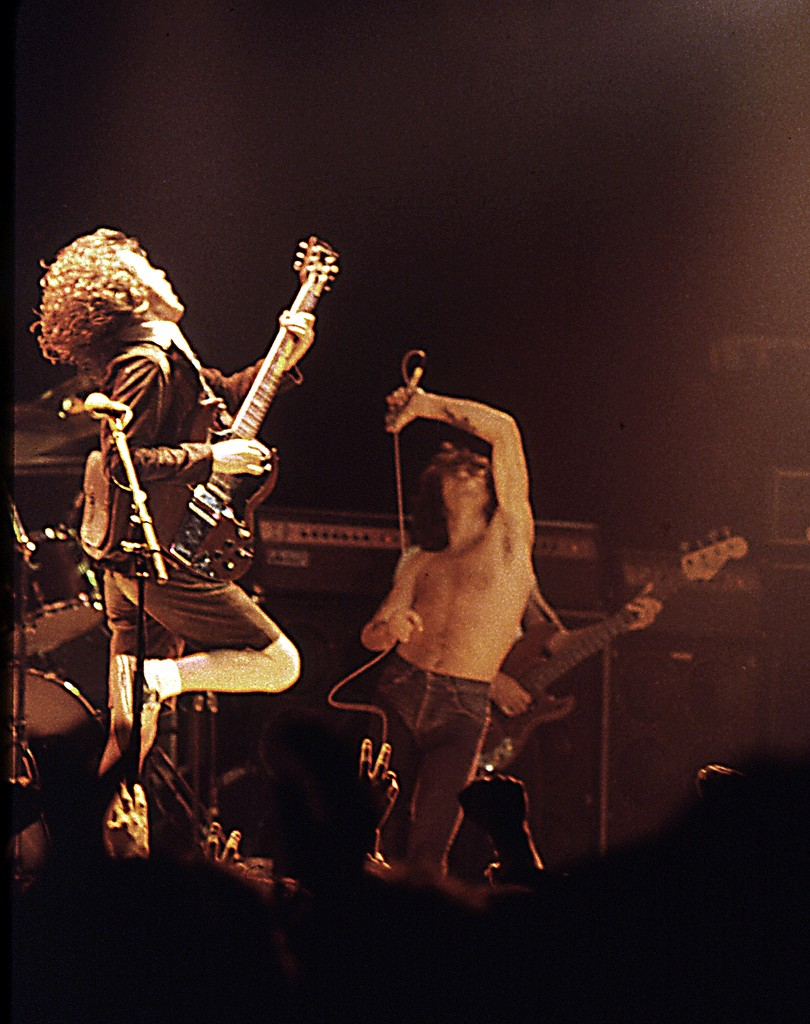
Angus Young mit dem ehemaligen AC/DC-Sänger Bon Scott (1979)

Bei Konzerten wurde Young hin und wieder auf Scotts Schultern über die Bühne und durch den ganzen Saal getragen. Des Öfteren trug er hierbei eine kleine Schultasche auf dem Rücken, die mit pyrotechnischen Zündern ausgestattet war, die er zum Rauchen bringen konnte. Phil Manzanera, Gitarrist von Roxy Music, sagte in einem Interview: „Mich interessierte das Gitarrenspiel dieses Menschen aus Down Under, von dem alle sagten, er würde in einer Schuluniform auf der Bühne stehen. Ich ging zu einem Konzert von AC/DC, keine Ahnung mehr, wann das war, und fiel fast in Ohnmacht, als Young und Scott ihre Show abzogen. Young trug tatsächlich eine Uniform und er hatte einen Schulranzen auf dem Rücken. Mitten in der Show bückte sich Scott, schulterte Young und schlitterte mit ihm über die ganze Bühne. Und dann begann es plötzlich aus der Schultasche zu rauchen. Es war ein surrealer Anblick. Ein halbnackter Heavy-Metal-Sänger, auf seinen Schultern der Gitarrist in Schuluniform, aus dessen Schultasche plötzlich irgendwelche Funken flogen. Ziemlich 70er-Jahre-mäßig. Und ein großartiges Entertainment. Ich werde diesen Anblick nie vergessen.“
In der Schultasche war auch der damals noch sehr große Funksender für die Gitarre untergebracht.

### Privatleben
Angus Young lebt sowohl in Sydney als auch in Aalten in den Niederlanden (nahe der deutschen Grenze), wo er ein Haus besitzt. Er ist seit 1980 mit der Niederländerin Ellen van Lochem verheiratet und hat keine Kinder.

## Equipment
Angus Young besitzt eine breite Sammlung von Gitarren, bevorzugt jedoch die Gibson SG, weswegen die Firma Gibson drei verschiedene Modelle der Reihe „Angus Young Signature SG“ anbietet.
Eine der ersten SGs, mit denen er noch zu AC/DC-Anfangszeiten bei Auftritten gesehen wurde, war eine Gibson SG Standard mit Maestro Vibrola (Tremolo), die er im Laufe der Zeit drastisch modifizierte. Das Maestro-Vibrola-System brauchte Young für seinen Stil sehr selten und es nahm der Gitarre Stimmstabilität, weswegen er es in den späten 70er Jahren durch eine „Badass“-Bridge ersetzte. Diese SG ist aus den Jahren 1970 oder 1971, da man die Verstärkung am Übergang zwischen Hals und Kopfplatte (die große Version kam 1970) deutlich sehen kann.
Seitdem spielt Young hauptsächlich folgende Gitarren:
Gibson 68er SG Standard Refinished Aged CherryZu sehen u. a. in den Musikvideos zu Back in Black und You Shook Me All Night Long. Sie ist leicht zu erkennen, da der „Rhythm/Treble“-Ring cremefarben ist. Die Farbe der Gitarre erscheint bei verschiedenen Lichtverhältnissen unterschiedlich. Manchmal wirkt sie eher schwarz, dann eher bräunlich bis weinrot. Die Trapez-Inlays am Hals wurden später durch Blitze ersetzt und der Steg-Tonabnehmer bekam einen Rahmen, so dass er näher an die Saiten geschraubt werden konnte. Young spielte die Gitarre z. B. 2001 in München, zu sehen auf der Live-DVD Stiff Upper Lip. Sie war während der Black-Ice-Tour eine der beiden Live-Hauptgitarren, außerdem wurde sie als Ersatz benutzt, wenn seine Hauptgitarre leicht verstimmt war.
Gibson SG Standard Refinished EbonyDiese SG spielte Young als eine der beiden Live-Hauptgitarren während der Black-Ice-Tour und 1991 beim Monsters-of-Rock-Festival in Donington (siehe Live at Donington), sowie bei der „Ballbreaker“-Tour (siehe „No Bull“). Während der „Black-Ice“-Tour wurde sie wegen des besseren Klangs häufiger eingesetzt als seine alte „Live-Nummer-eins“ in Aged Cherry. Einige Zeit lang war der Hals-Tonabnehmer verkehrt herum eingebaut.
Gibson SG Standard ’64-Style RedDiese Gitarre spielte Young während der Ballbreaker-Tour z. B. im Sydney Entertainment Centre und generell viel in den späten 1980ern und 90ern.
Des Weiteren besitzt er eine Gibson SG Custom, die er selbst modifiziert hat, indem er die Goldhardware gegen Nickel austauschte, den mittleren Humbucker ausbaute und ein großes weißes Schlagbrett montierte. Er benutzte sie zum Beispiel als Zweitgitarre 1979 in Paris. Auch während der Black Ice Tour fungierte sie als Ersatzgitarre. Zu sehen ist sie u. a. auf dem Cover von Blow Up Your Video.
Zu Zeiten von Flick of the Switch benutzte Young des Öfteren eine SG mit einem Walnut Finish, die in den späten 70er Jahren gebaut wurde und im Video zu Stiff Upper Lip ist er mit einer moderneren Gibson SG Standard zu sehen.
Während der Ballbreaker-Tour verwendete Young eine unveränderte SG aus den Frühsechzigern. Erkennungsmerkmale sind die typische Cherry-Lackierung, das kleine Schlagbrett und das Maestro-Tremolo-System. Er benutzte sie unter anderem bei den Musikvideos zu Hard as a Rock, Cover You in Oil und Hail Caesar. Live ist sie auf der DVD No Bull während des Stücks Let There Be Rock zu sehen. Ferner spielt Young auch eine 1964’er SG Junior in Cherry mit einem P-90 Pickup. Jedoch setzt er dieses Modell nicht live ein, da der P-90 als Single Coil Pickup mehr Nebengeräusche verursacht.
Als Saiten benutzt er Ernie Ball Strings in der Stärke 009–042 (Super Slinky/2223/pinke Verpackung), seltener auch 010er-Sätze. Als Plektren benutzt er Fender-Plektren in der Stärke „extra heavy“
Verstärker
Young benutzt hauptsächlich Vollröhrenverstärker aus dem Hause Marshall, lediglich während der Razors-Edge-Tour experimentierte er mit Mesa/Boogie Studio Preamps und Marshall EL34-Endstufen in seinem damaligen Gitarrenrack. Auch Verstärker der Firmen Orange und Wizard (ARD) sind auf manchen Live-Videos zu sehen.
Zu früheren Zeiten benutzte Young im Studio meist den alten Marshall-JTM45-Verstärker, der mit KT66-Röhren bestückt war. Heutzutage benutzt er im Studio und auf der Bühne noch die JMP/Plexi-Verstärker mit 100 oder 50 Watt oder Neuauflagen der JMPs, die noch keinen Mastervolume haben. Er benutzt wie sein Bruder Malcolm den Input 1 und dreht den Lautstärke-Regler dieser Verstärker relativ hoch, wodurch die Endstufensättigung einsetzt, was seinen Gitarrensound stark prägt. Auf einigen Videoaufnahmen aus den späten 1970er Jahren sind auch Marshall-JMPs mit Mastervolume zu sehen, welche allerdings nur zur Verstärkung eines Marshall JTM50 Blackflag dienten, da dieser nur 50 Watt hatte und somit für große Bühnen nicht ausreichte. Effektgeräte zwischen Gitarre und Verstärker lehnt Young ab, allerdings benutzte er ein Schaffer-Vega-Diversity-Wireless-System, welches einen eingebauten Clean-Boost, Compressor und Compander hatte. Es wurde in den 70er Jahren von Ken Schaffer entwickelt und von vielen Musikern dieser Zeit genutzt. Mit diesem Gerät konnte er seinen Verstärker noch mehr übersteuern. Heute benutzt er die Schaffer Replica von SoloDallas, welche ein Klon dieses Systems ist, aber keinen Wireless-Teil hat.
Die Boxen, die Young verwendet, sind mit Lautsprechern der Typen „Celestion Vintage 30“ oder „Celestion Greenback“ bestückt.